# Pácoro de Atropatena
Pácoro (em latim: Pacorus; em grego: Πάκορος; romaniz.: Pákoros; em parta: Pakor) foi um príncipe parta que governou Atropatena em meados do século I.

## Nome
Pácoro (Pacorus; Πάκορος, Πακώρος, Παχορος, Pákoros, Pakṓros, Pachoros), Pacores (Πακορης, Pakorēs), Pácuro (Πάκουρος, Pákouros), Pacúrio (Pacurius; Πακούριος, Pakoúrios) ou Bacúrio (Bacurius; Βακούριος, Bakoúrios) são as formas latina e grega do iraniano médio Pacur (Pakur), derivado do iraniano antigo Baguepur (bag-puhr), "filho de um deus". Foi registrado em armênio (Բակուր) e georgiano (ბაკური) como Bacur (Bakur), em siríaco como Pacor (ܦܩܘܪ, Paqor), em gandari como Pacura (𐨤𐨐𐨂𐨪) e em aramaico como Pacur (𐡐𐡊𐡅𐡓𐡉, pkwry).

## Vida
Pácoro era filho de Vonones II (r. 51). Quando Vonones morreu em 51, seu filho Vologases I tornou-se o novo xainxá do Império Arsácida. Vologases procurou dar continuidade às políticas do proeminente falecido xainxá Artabano II (r. 12–38/41) e, assim, um de seus primeiros objetivos foi fortalecer e reforçar a posição parta em regiões estratégica e politicamente instáveis que serviram durante décadas como fonte de guerra com os romanos. Deu o reinado de Atropatena a Pácoro, enquanto o reinado ainda mais politicamente importante da Armênia foi dado ao irmão de Vologases I, Tiridates I.
Pouco se sabe sobre o governo de Pácoro em Atropatena, exceto que, em 72, um grupo de alanos invadiu seu reino e o forçou a fugir às montanhas. Pácoro foi forçado a pagar aos alanos para que sua esposa e concubinas fossem libertadas do cativeiro. Eles também invadiram a Armênia e quase capturaram Tiridates em batalha; foi laçado à distância e pego, mas rapidamente conseguiu sacar sua espada e cortar a corda a tempo. Os alanos então retiraram-se com muito saque depois de saquear a Armênia e Atropatena.